# ولی (حقوق)
ولی شخصی است که به حکم قانون اختیار دیگری یا دیگران را در قسمتی از امور دارا باشد، خواه در امور خصوصی (مانند پدر که ولی فرزند،صغیر خود است) و خواه در امور عمومی (مانند کارمندان دولت در حیطه شغل خویش)ولی واژه‌ای از ریشه عربی به معنی شخصی است که بر دیگری ولایت دارد و در فقه و حقوق اسلامی کاربرد دارد. (ولایت قهری)
سرپرست یا قیم

شخصی است که مسئولیت مراقبت، نگهداری و تربیت محجوران بی‌کس را برعهده دارد. این نهاد مشابه فرزندخواندگی در کشورهای غیر اسلامی است چرا که در اسلام فرزند خواندگی وجود ندارد.

## ولایت در قوانینایران
ولی قهری در ایران و اسلام، پدر و پدر بزرگ پدری است و این دو کس، به موجب قانون و شرع، سرپرست هستند و مطابق اسلام، عزل ایشان بنا به اکثرت قول فقها، ناشدنی است؛ ولی وفق قانون مدنی ایران، عزل پدر و پدر بزرگ پدری از سمت ولایت قهری یا همان سرپرستی، طی شرایطی ممکن است.
پدر و پدر بزرگ پدری سرپرست کسانی هستند که در زیر یاد می‌شوند:
- فرزندانی که هنوز به سن بلوغ نرسیده‌اند.
- فرزندانی که به سن بلوغ رسیده‌اند؛ ولی هنوز به سن رشد نرسیده‌اند یا رشید نشده‌اند (تنها در امور مالی تحت سرپرستی هستند).
- دختری که باکره است اعم از این که بالغ باشد، یا نباشد و رشید باشد یا نباشد—دوشیزگی دختر در این‌جا تنها موجب سرپرستی پدر و پدر بزرگ پدری برای ازدواج کردن دختر است؛ وگرنه از حیث دیگر موارد سرپرستی، شامل دیگر مقررات است.[۳]
- فرزندانی که به سن بلوغ رسیده‌اند؛ ولی چون دیوانه هستند، از زیر چتر سرپرستی پدر یا پدر بزرگ پدری، بیرون نیامده‌اند—به قول حقوقی‌ها، فرزندانی که جنون ایشان، متصل به صغر ایشان باشد[۴]

## سرپرستی در قوانین ایران
در قوانین ایران سرپرستی کودکان یعنی افرادی که به سن بلوغ نرسیده‌اند (دختران کمتر از ۹ سال قمری و پسران کمتر از ۱۵ سال قمری)، مجنونین و سفیهان (کم‌خردان) در صورت نداشتن ولی (پدر و جد پدری) یا وصی منصوب از طرف ولی با حکم دادگاه به شخصی واگذار می‌شود، و این شخص سرپرست یا قیم لقب می‌گیرد. دادستان وظیفه دارد که در صورت شناسایی چنین اشخاصی موضوع را به دادگاه اطلاع داده و اشخاصی را که برای سرپرستی مناسب می‌بیند به ادگاه معرفی کند. البته سرپرستی بر سفها فقط مربوط به امور مالی وی است.
حقوق و تکالیف سرپرست و طفل تحت سرپرستی از نظر نگهداری و تربیت و نفقه و احترام مشابه حقوق تکالیف فرزند و پدر و مادر است. سرپرست اجازه انجام تنبیهات، محرومیت‌ها و محدودیت‌های متعارف را در جهت تربیت بر شخص مورد سرپرستی دارد.

## پانوشت ومنابع
جعفری لنگرودی، محمد جعفر (۱۳۹۱). ترمینولوژی حقوق. تهران: گنج دانش. شابک ۹۶۴۵۹۸۶۰۷۹. پارامتر |تاریخ بازیابی= نیاز به وارد کردن |پیوند= دارد (کمک)
1. ↑  مصوب فرهنگستان اول
2. ↑  آفتاب[پیوند مرده]
3. ↑  زیرنویس‌های مادهٔ ۱۰۴۳ از کتاب «قانون مدنی در نظم حقوقی کنونی، نوشتهٔ ناصر کاتوزیان
4. ↑  «مقالهٔ «ولایت قهری در حقوق ایران و حقوق تطبیقی» نوشتهٔ دکتر سید حسین صفایی٬ انتشار الکترونیک در سایت رسمی قوانین٬ دادگستری استان تهران». بایگانی‌شده از اصلی در ۲۴ سپتامبر ۲۰۱۵. دریافت‌شده در ۳ نوامبر ۲۰۱۵.
5. ↑  قانون مدنی، مصوب ۱۳۱۴، جلد دوم، کتاب دهم - در حجر و قیمومت
6. ↑  قانون حمایت از کودکان بدون سرپرست، مصوب ۱۳۵۳، ماده ۱۱
7. ↑  قانون مجازات اسلامی، مصوب ۱۳۷۰، ماده ۵۹